# Грб Санкт Петербурга
Грб Санкт Петербурга је званични симбол једног од субјеката Руске Федерације са статусом федералног града — Санкт Петербурга.
Сличан грб Санкт Петербург је користио са почетка XVIII вијека, а грб у овој форми је првобитно био усвојен 1730. године. Након Октобарске револуције, нове власти су граду промјениле име у Лењинград и користиле су сличне хералдичке симболе, да би стари грб поново био враћен 23. априла 2003. године.
Сличан грб користи и Лењинградска област.

## Опис грба
Грб Санкт Петербурга је хералдички штит црвене боје са ликовима његових обласних анкера у сребрној боји: златни скиптар на средини, са руским орлом на врху, који стоји на два укрштена сребрена сидра, морско — са два зуба чије је врх у хералдичкој горњој десној страни, а дно у хералдичкој доњој лијевој и ријечно сидро — са четири зуба, чији је врх у горњој лијевој страни, а дно на доњој десној.
Штит је крунисан царском хералдичком круном из које излази лента Светог Андрије у плавој боји. Иза штита су два укрштена златна жезла, са руским грбовима у врху око којих се обавија лента.
Званични опис грба каже: „У црвеном пољу на средини је златно жезло са Руским грбом, иза којег се укрштају два сребрна сидра — морско и ријечно, које има четири зуба. Штит је крунисан руском царском круном и постављен на два укрштена руска скиптара у природној боји повезаних траком Светог Андрије.“

## Историјски грбови града Санкт Петербурга
- једна од првих верзија грба 
(из 1730)
- Грб Санкт Петербург 
 (1730—1856)
- Грб Санкт Петербург 
 (до 1917)
- Грб Лењинграда (пројекат)
једна од верзија
(1917—1991)[3][4]
- Брод на адмиралском торњу, симбол града током совјетског режима
- Грб Санкт Петербург 
 (1991—2003)
- Грб Санкт Петербург 
 (2003—данас)
- Грб Лењинградске области 
 (1997—данас)